# Bad Romance
Bad Romance – inauguracyjny singel promujący minialbum amerykańskiej piosenkarki Lady Gagi pt. The Fame Monster. Został wydany w październiku 2009 r. Napisany został przez Gagę i RedOne’a, który jest odpowiedzialny także za produkcję utworu. Wersja demo przeciekła do Internetu przed premierą singla 6 października na pokazie mody Alexandra McQueena Spring/Summer 2010 Paris Fashion Week. Piosenka została napisana podczas The Fame Ball Tour i była inspirowana przez niemiecką muzykę techno-house. Tekst piosenki mówi o jej miłości z najlepszym przyjacielem.
Krytycy dali pozytywny komentarz do piosenki, porównując ją do drugiego singla Lady Gagi, „Poker Face”. Singiel znalazł się na pierwszej pozycji na UK Singles Chart, Irish Singles Chart, Canadian Hot 100 oraz w takich krajach jak: Szwecja, Niemcy, Austria i Dania, ponadto piosenka dotarła do drugiej pozycji w Stanach Zjednoczonych, Nowej Zelandii i Australii. Akcja w klipie rozgrywa się w białej łaźni, skąd Gaga zostaje porwana przez grupę supermodelek, które ją narkotyzują, a następnie sprzedają Rosyjskiej Mafii do niewolnictwa seksualnego.
Piosenkarka wykonała piosenkę w wielu programach telewizyjnych w tym Saturday Night Live i Gossip Girl oraz na American Music Awards 2009. Kompozycja zamyka trasę The Monster Ball Tour. Rolling Stone umieścił utwór na dziewiątym miejscu listy „25 najlepszych piosenek 2009 roku”.

## Tło

Lady Gaga wykonuje utwór „Bad Romance” podczas trasy koncertowej The Monster Ball Tour.

„Bad Romance” to pierwszy utwór z The Fame Monster. Wersja demo wyciekła przed premierą, co skłoniło Gagę do skomentowania tego na portalu Twitter: „wyciekł kolejny singiel, moje uszy krwawią, zaczekajcie aż usłyszycie prawdziwą wersję”. Krótki fragment piosenki Gaga zaśpiewała na Saturday Night Live 3 października 2009 wraz z „Poker Face” i „LoveGame”. „Bad Romance” miał swoją premierę w finale wiosny projektanta mody Alexandra McQueena wiosna/lato 2010 Paris Fashion Week dnia 6 października 2009 roku. Okładka została wydana 15 października tego samego roku. Bill Lamb z About.com chwalił okładkę pisząc, że „Gaga utrzymuje uderzenie smugi generowane przez potężne obrazy towarzyszące jej muzyce i prezentacjom scenicznym”. Oficjalna wersja „Bad Romance” została przesłana do profilu MySpace Gagi 21 października 2009 r. i miała ponad milion odtworzeń w ciągu dwóch tygodni. Gaga wyjaśniła, że singiel był jedną z piosenek pisaną w 2008 roku podczas tournée. Te piosenki były o różnego rodzaju potworach (paranojach), które napotkała w tym czasie. Jedną z nich była miłość potwora, która jest inspiracją dla „Bad Romance”. W czasopisma Grazia, Gaga wyjaśniła o jaką inspirację chodzi, komentując:
„Napisałam [Bad Romance], kiedy byłam w Norwegii w moim autobusie turystycznym. Byłam w Rosji, a następnie w Niemczech i spędziłam sporo czasu w Europie Wschodniej. Jest to niesamowite niemieckie techno-house, więc chciałam zrobić eksperymentalny pop rekord, opuścić lata 80., a refren zainspirować latami 90. [W piosence] chodzi o zakochanie w swoim najlepszym przyjacielu.”
Treść utworu traktuje o obsesyjnej miłości i wynikającej z niej paranoi, z którymi wokalistka borykała się w czasie jednej z tras koncertowych w 2008 roku.

### Tekst
W tekście do utworu „Bad Romance” autorka (Gaga) eksploruje zalety i wady tytułowego złego romansu. W wywiadzie dla interaktywnego talk-show It’s On with Alexa Chung udzielonym 2 listopada 2009 r. GaGa wyznała, że jeden z wersów nawiązuje do twórczości Alfreda Hitchcocka. Dodała wówczas, iż słowa piosenki opisują „najgłębsze, najciemniejsze i najbardziej chore zakamarki ludzkiego umysłu”.

1 „I want your psycho, your vertigo shtick / Want you in my rear window, baby you’re sick”.

## Sukces komercyjny
„Bad Romance” zadebiutował na dziewiątej pozycji Billboard Hot 100 14 listopada 2009 roku, ze sprzedażą 142.000 w ciągu tygodnia. Po dwóch tygodniach piosenka znalazła się na miejscu drugim, stając się trzecim singlem na Hot 100 w pierwszej trójce przed „Just Dance” i „Poker Face”. Utwór zadebiutował na liście przebojów Pop Songs na miejscu 38, przeniósł się na pierwszą pozycją 16 stycznia 2010 roku, stając się piątym singlem Gagi, który osiągnął szczyt tej listy. W tym samym tygodniu piosenka znalazła się na 1# Hot Dance Club Songs. Według Nielsen Broadcast Data Systems „Bad Romance” ustanowił rekord dla odtworzeń w ciągu tygodnia od siedemnastu lat w historii Pop Songs z liczbą odtworzeń 10859 odtworzeń w 130 stacjach radiowych. Panowanie utworu przerwała Kesha z singlem „Tik Tok”.
Piosenka zadebiutowała w Australii na ARIA Charts na szesnastej pozycji dnia 2 listopada 2009 roku oraz pod numerem 33 w Nowej Zelandii na liście RIANZ. W następnym tygodniu „Bad Romance” na ARIA Charts przeniósł się na miejsce trzecie, a tydzień po osiągnął nowy rekord na pozycji drugiej. W Nowej Zelandii znalazł się w pierwszej trójce. 29 października 2009 roku utwór zadebiutował na liście przebojów w Irlandii pod numerem 20, osiągnął szczyt w siódmym tygodniu. Na Canadian Hot 100 piosenka zadebiutowała na 58. miejscu, w następnym tygodniu osiągnęła numer jeden, stając się trzecim singlem Gagi na szczycie w Kanadzie. Panowanie utworu na przerwała Kesha z „Tik Tok”, po dwóch tygodniach singiel wrócił na szczyt.
W pierwszym tygodniu piosenka znalazła się na 14# UK Singles Chart. Osiągnęła szczyt w grudniu 2009, stając się trzecim singlem numer jeden na wyspach. W Szwecji piosenka zadebiutowała na trzecim miejscu, po dwóch tygodniach wspinając się na pozycję pierwszą. W Europie piosenka zadebiutowała na pierwszej pozycji w takich krajach jak: Austria, Belgia (Flandria i Walonia), Czechy, Dania, Finlandia, Holandia, Norwegia i Szwajcaria. Utwór zadebiutował na European Hot 100 Singles na pozycji czterdziestej. 23 stycznia 2010 znalazł się na pozycji pierwszej, pozostając tam przez dwa tygodnie.

## Teledysk
Wideoklip do singla „Bad Romance” wyreżyserował Francis Lawrence, znany ze współpracy z gwiazdami formatu Jennifer Lopez, Janet Jackson czy Justina Timberlake’a. Jego oficjalna, światowa premiera miała miejsce 10 listopada 2009 roku, podczas gdy w Polsce klip ukazał się dopiero około tygodnia później na antenie telewizyjnych stacji muzycznych.
W teledysku Lady Gaga zostaje uprowadzona przez grupę supermodelek, które odurzają ją używkami i sprzedają mafii rosyjskiej. Akcja toczy się w jaskrawo białej łaźni. Bohaterka, ubrana w kusy strój pokryty diamentami, uwodzicielsko tańczy przed grupą mężczyzn targujących się o nią i kilka innych młodych kobiet. Następnie siada okrakiem na kolanach jednego z nich (odegranego przez słoweńskiego modela Jurija Bradača) i wykonuje taniec erotyczny. Mężczyzna wykupuje Gagę. W kolejnej scenie, tuż przed odśpiewaniem finalnego refrenu, porwana podpala łoże, na brzegu którego siedzi jej nabywca; następuje spektakularna scena taneczna.
Wideoklip do utworu „Bad Romance” stanowi głos w dyskusji nad handlem kobietami i niewolnictwem seksualnym.

## Spektakle
Część piosenki została wykonana w programie Saturday Night Live 3 października 2009. Gaga była ubrana w strój o nazwie „Orbit”, zaprojektowany przez Nasir Mazhar i jej grupa produkcyjną „Haus of Gaga”. Opisana przez Gagę jako „instalacja mody”, składała się z koncentrycznych pierścieni metalowych, obracających się wokół niej. Po zakończeniu wykonywania „LoveGame” Gaga usiadła przy fortepianie i zagrała akustyczną wersję refrenu „Bad Romance”. Piosenkarka wykonała piosenkę w serialu Gossip Girl epizod The Last Days of Disco Stick. Występ miał miejsce na prywatnym pokazie o zorganizowany, przez Blair Waldorf. W wywiadzie dla MTV piosenkarka wyjaśniła, że decyzja, aby wykonać tam utwór została wymyślona przez jej siostrę.
Piosenka została wykonana na American Music Awards 2009, w połączeniu się z piosenką „Speechless”. Gaga była ubrana w body zawinięte w białe rurociągi i osadzone w migające światła imitujące żebra i kręgosłup. Singiel był wykonywany także w programie Jay Leno Show. Zarówno „Bad Romance” i „Speechless” wykonała na The Ellen DeGeneres Show 25 listopada 2009 roku. Utwór został zaśpiewany także w UK The X Factor 6 grudnia 2009 roku. Utwór zamyka trasę koncertową The Monster Ball Tour.

## Covery
18 listopada 2009 wideo zostało załadowane na YouTube przez Gię Farrell z akustyczną wersją singla. 14 marca 2010 Marco Hietala użył fragmentu „Bad Romance” w utworze „Kuorosota”. Hayley Williams nagrała wersję piano i zamieściła ją na swoim Twitterze 28 marca 2010 roku. 29 marca 2010 r. 30 Seconds to Mars zaśpiewali piosenkę w BBC Radio 1's Live Lounge. Evil Adam nagrał własną wersję piosenki.

## Listy utworów i formaty singla
|  | - Digital download 1. „Bad Romance” – 4:54 - Digital download EP 1. „Bad Romance” – 4:54 2. „Bad Romance” (Hercules & Love Affair Mix) – 5:11 3. „Bad Romance” (Chew Fu H1N1 Fix Club Mix) – 7:13 4. „Bad Romance” (Starsmith Remix) – 4:55 5. „Bad Romance” (Music Video) – 5:14 - Promo CD Single 1. „Bad Romance” (Short Radio Edit) – 4:00 2. „Bad Romance” (Radio Edit) – 4:22 3. „Bad Romance” (Main Version) – 4:54 - EU CD Single 1. „Bad Romance” (Radio Edit) – 4:24 2. „Bad Romance” (Main Version) – 4:54 - Germany Remix Version 1. „Bad Romance” (Radio Edit) – 4:21 2. „Bad Romance” (Chew Fu H1N1 Fix Club Mix) – 7:13 3. „Bad Romance” (Starsmith Remix) – 4:55 4. „Bad Romance” (Grum Mix) – 4:50 5. „Bad Romance” (Bimbo Jones Radio Edit) – 3:58 6. „Bad Romance” (Hercules & Love Affair Mix) – 5:11 7. „Bad Romance” (Hercules & Love Affair Dub) – 5:11 8. „Bad Romance” (Music Video) – 5:14 - French CD Single 1. „Bad Romance” (Radio Edit) – 4:21 2. „Bad Romance” (Bimbo Jones Radio Edit) – 3:58 3. „Bad Romance” (Chew Fu H1N1 Fix Club Mix) – 7:13 | - UK CD Single 1. „Bad Romance” (Radio Edit) – 4:22 2. „Just Dance” (Deewaan Mix) (feat. Ashking & WeDis, Lush, Young Thoro) – 4:16 - US Digital Remix EP 1. „Bad Romance” (Chew Fu H1N1 Fix Club Mix) – 7:13 2. „Bad Romance” (Kaskade Main Club Mix)- 4:20 3. „Bad Romance” (Bimbo Jones Radio Edit) – 3:58 4. „Bad Romance” (Skrillex Club Mix) – 4:23 - US Digital The Remixes EP Part 2 1. „Bad Romance” (Grum Mix) – 4:50 2. „Bad Romance” (Richard Vission Club Mix) – 5:22 3. „Bad Romance” (Hercules & Love Affair Mix) – 5:12 4. „Bad Romance” (Hercules & Love Affair Dub) – 5:12 5. „Bad Romance” (DJ Dan Radio Edit) – 3:44 - US ‘The Remixes’ CD Single 1. „Bad Romance” (Chew Fu H1N1 Fix Club Mix) – 7:13 2. „Bad Romance” (Kaskade Main Club Mix) – 4:20 3. „Bad Romance” (Bimbo Jones Radio Edit) – 3:58 4. „Bad Romance” (Skrillex Club Mix) – 4:23 5. „Bad Romance” (Grum Mix) – 4:51 6. „Bad Romance” (Richard Vission Club Mix) – 5:23 7. „Bad Romance” (Hercules & Love Affair Mix) – 5:12 |

## Pozycje na listach przebojów, certyfikacje
| Lista przebojów (2009)                           | Najwyższa pozycja |
| ------------------------------------------------ | ----------------- |
| ARIA Charts                                      | 2                 |
| Ö3 Austria Top 40                                | 1                 |
| Ultratop 50 (Flandria)                           | 2                 |
| Ultratop 50 (Region Waloński)                    | 4                 |
| Brazilian Billboard                              | 6                 |
| BDS                                              | 1                 |
| IFPI                                             | 1                 |
| Tracklisten                                      | 1                 |
| European Hot 100 Singles                         | 1                 |
| Yleisradio                                       | 1                 |
| SNEP                                             | 1                 |
| PROMUSICAE                                       | 1                 |
| Dutch Top 40                                     | 7                 |
| IRMA                                             | 1                 |
| Japan Hot 100                                    | 9                 |
| Canadian Hot 100                                 | 1                 |
| Media Control Charts                             | 1                 |
| VG-Lista                                         | 1                 |
| RIANZ                                            | 2                 |
| Romanian Top 100                                 | 1                 |
| IFPI                                             | 1                 |
| U.S. Billboard Hot 100                           | 2                 |
| U.S. Billboard Hot Adult Contemporary Recurrents | 20                |
| U.S. Billboard Hot Latin Tracks                  | 15                |
| U.S. Billboard Hot Dance Club Songs              | 1                 |
| U.S. Billboard Top 40 Mainstream                 | 1                 |
| Schweizer Hitparade                              | 2                 |
| Sverigetopplistan                                | 1                 |
| UK Singles Chart                                 | 1                 |
| Mahasz                                           | 1                 |
| FIMI                                             | 1                 |

| Państwo         | Status        |
| --------------- | ------------- |
| Australia       | 4× Platyna    |
| Belgia          | Złoto         |
| Dania           | Platyna       |
| Hiszpania       | Platyna       |
| Japonia         | Złoto         |
| Kanada          | 7× Platyna    |
| Niemcy          | Platyna       |
| Nowa Zelandia   | Platyna       |
| Szwajcaria      | Złoto         |
| Szwecja         | Platyna       |
| USA             | Diament       |
| Wielka Brytania | Złoto         |
| Włochy          | Multi Platyna |

| Notowania (2009)       | Najwyższa pozycja |
| ---------------------- | ----------------- |
| ARIA Charts            | 31                |
| Ultratop 50 (Flandria) | 86                |
| Tracklisten            | 42                |
| IRMA                   | 10                |
| RIANZ                  | 29                |
| Sverigetopplistan      | 12                |
| UK Singles Chart       | 17                |
| FIMI                   | 4                 |

| Notowania (2010)        | Najwyższa pozycja |
| ----------------------- | ----------------- |
| ARIA Charts             | 26                |
| Ö3 Austria Top 40       | 9                 |
| Ultratop 50 (Flandria)  | 31                |
| Ultratop 50 (Walonia)   | 10                |
| Tracklisten             | 28                |
| European Hot 100        | 1                 |
| PROMUSICAE              | 6                 |
| Dutch Top 40            | 57                |
| Japan Hot 100           | 26                |
| Canadian Hot 100        | 3                 |
| Media Control Charts    | 17                |
| Romanian Top 100        | 13                |
| US Billboard Hot 100    | 8                 |
| US Adult Contemporary   | 48                |
| US Hot Dance Club Songs | 2                 |
| US Pop Songs            | 3                 |
| Schweizer Hitparade     | 13                |
| UK Singles Chart        | 26                |
| FIMI                    | 9                 |

## Historia wydania
| Region            | Data                 | Format                                |
| ----------------- | -------------------- | ------------------------------------- |
| Wielka Brytania   | 25 października 2009 | digital download                      |
| Stany Zjednoczone | 26 października 2009 | digital download                      |
| Wielka Brytania   | 23 listopada 2009    | CD single                             |
| Australia         | 27 listopada 2009    | CD single                             |
| Niemcy            | 27 listopada 2009    | CD single                             |
| Stany Zjednoczone | 22 grudnia 2009      | The Remixes – Digital download        |
| Stany Zjednoczone | 12 stycznia 2010     | The Remixes – CD single               |
| Francja           | 18 stycznia 2010     | CD single                             |
| Stany Zjednoczone | 9 lutego 2010        | The Remixes Part 2 – Digital download |